# 蘇鈺雯
蘇鈺雯（1990年11月22日—）為中華民國政治人物，國立彰化師範大學輔導與諮商學系學士，曾擔任青少年社工及台灣水資源保育聯盟秘書，代表基進黨角逐2018年臺南市市議員選舉第二選舉區（北門區、學甲區、將軍區、七股區、佳里區、西港區）。開票結果出爐，蘇鈺雯並未當選。

## 經歷
2018年，代表基進黨參選臺南市第九選舉區（安平區、南區）市議員選舉，3月初和李宗霖及陳嘉伶要求民進黨市長初選參選人公布初選花費經費，並希望民眾不要支持競選經費最高以及不願公布的候選人，蘇鈺雯批評民進黨市長初選就要花費上億元、議員也要數百萬元，認為這種天文數字對於有心參政卻沒有背景的年輕人來說根本無法達成。獲前台南縣長蘇煥智、前立委許忠信、伍彩集團創辦人兼總裁林義豐、喜樂島聯盟總召集人郭倍宏等人支持。她表示在拜票過程中有民眾曾暗示她要拿錢買票，但她指出基進黨出來是讓沒錢沒背景的年輕人能參與政治、不要再讓黑金有權有勢壟斷剝削的一條路。選前與基進黨其他台南議員候選人發佈政見白皮書，最終以3,756票（4.13%）落敗。
臺南市第二選舉區（北門區、學甲區、將軍區、七股區、佳里區、西港區）
- 應選出名額：5席 ，含婦女保障名額：1席
- 選舉人數：138,009
- 投票數（投票率）：93,033（67.41%）
- 有效票（比率）：90,883（97.69%），無效票（比率）：2,150（2.31%）

| 號次 | 候選人   | 性別 | 政黨       | 得票數 | 得票率 | 當選標記 |
| ---- | -------- | ---- | ---------- | ------ | ------ | -------- |
| 1    | 王平川   | 男   | 民主進步黨 | 5,344  | 5.88%  |          |
| 2    | 蔡蘇秋金 | 女   | 民主進步黨 | 14,814 | 16.30% |          |
| 3    | 蔡秋蘭   | 女   | 無黨籍     | 9,408  | 10.35% |          |
| 4    | 陳朝來   | 男   | 無黨籍     | 8,587  | 9.45%  |          |
| 5    | 方一峰   | 男   | 中國國民黨 | 16,336 | 17.97% |          |
| 6    | 謝財旺   | 男   | 無黨籍     | 11,556 | 12.72% |          |
| 7    | 蘇鈺雯   | 女   | 基進黨     | 3,756  | 4.13%  |          |
| 8    | 陳昆和   | 男   | 無黨籍     | 10,748 | 11.83% |          |
| 9    | 陳俊安   | 男   | 民主進步黨 | 7,885  | 8.68%  |          |
| 10   | 陳雅慧   | 女   | 無黨籍     | 2,449  | 2.69%  |          |

## 外部連結
- 蘇鈺雯的Facebook專頁